# مویانوویچی
شهر مویانوویچی (به روسی: Мојановићи) در کشور مونته‌نگرو واقع شده‌است. جمعیت این شهر ۲٫۰۲۱ نفر  است.